# سیارک ۱۲۱۷۹
سیارک ۱۲۱۷۹ (به انگلیسی: 12179 Taufiq، نامگذاری:5030T-3)۱۲۱۷۹مین سیارک کشف شده‌است که در ۱۶ اکتبر ۱۹۷۷ کشف شد.